# Osiedle wiejskie sobolewskie
Sobolewskoje (ros. Соболевское сельское поселение) – jednostka administracyjna (osiedle wiejskie) wchodząca w skład rejonu monastyrszczińskiego w оbwodzie smoleńskim w Rosji.
Centrum administracyjnym osiedla wiejskiego jest dieriewnia Sobolewo.

## Geografia
Powierzchnia osiedla wiejskiego wynosi 207,30 km², a jego głównymi rzekami są Wichra i Upokoj.

## Historia
Osiedle powstało na mocy uchwały obwodu smoleńskiego z 2 grudnia 2004 r., z późniejszymi zmianami – uchwała z dnia 28 maja 2015 roku.

## Demografia
W 2020 roku osiedle wiejskie zamieszkiwało 1116 osób.

## Miejscowości
W skład jednostki administracyjnej wchodzi 50 miejscowości, w tym 1 sieło (Oktiabrskoje), 1 osiedle (Kirpicznogo Zawoda) i 48 dieriewni: Aleksandrowskoje, Ariefino, Bieriezniaki, Buda, Chłamowo, Cykunowka, Czepielewo, Diemjankowo, Dieńgubowka, Dieńgubowka Piesocznia, Dmyniczi, Gładyszy, Gorodok, Graczewo, Grigorjewo, Jurowo, Kapustino, Kożyno, Koptiewo, Korowino, Krapiwna, Krapiwna, Kuzniecowo, Lewkowo, Łyndy, Makarowo, Maksimowskoje, Maniuki, Moszczinowo, Nowoje Szantałowo, Okrutowo, Pietraczenki, Prowalenoje, Pustosieły, Rawienstwo, Romanowskoje, Skrieplewo, Słoboda, Sobolewo, Stanisławkowo, Staroje Szantałowo, Stiegrimowo, Sumarokowo, Suszkowo, Tonkowidowo, Wasiljewo, Wołkowo, Żygałowka.